# Hadena persparcata
Hadena persparcata là một loài bướm đêm trong họ Noctuidae.